# Pilsko (miejscowość)
Pilsko – miejscowość rodzaju schronisko turystyczne w Polsce, położona w województwie śląskim, w powiecie żywieckim, w gminie Jeleśnia.
Miejscowość położona jest u podnóża kopuły szczytowej szczytu Pilsko (ok. 1270 m n.p.m.), na Hali Miziowej. Znajduje się tu schronisko PTTK, dyżurka Grupy Beskidzkiej GOPR, zespół obiektów narciarskich (stacje wyciągów narciarskich) oraz węzeł szlaków turystycznych.